# Calliphora erythrocephala
Calliphora erythrocephala este o specie de muște din genul Calliphora, familia Calliphoridae. A fost descrisă pentru prima dată de Macquart în anul 1834.
Este endemică în Franța. Conform Catalogue of Life specia Calliphora erythrocephala nu are subspecii cunoscute.